# ساندیف تولسی یاداو
ساندیف تولسی یاداو (به انگلیسی: Sandeep Tulsi Yadav) زاده ۴ ژانویهٔ ۱۹۸۸ است. او کشتی گیر کشور هند است. از افتخارات وی می‌توان به کسب دو مدال برنز کشتی فرنگی مسابقات قهرمانی کشتی جهان ۲۰۱۳ اشاره کرد.